# Mamontovo
Mamontovo (in russo Мамонтово?) è un villaggio del settore meridionale della Siberia Occidentale situato nel Territorio dell'Altaj,  in Russia. È il centro amministrativo del distretto Mamontovskij. 
La località si trova 175 km a sud-ovest della capitale Barnaul.